# Köpürlü, Kurşunlu
Köpürlü là một xã thuộc huyện Kurşunlu, tỉnh Çankırı, Thổ Nhĩ Kỳ. Dân số thời điểm năm 2010 là 114 người.